# Новоалександровка (Чановський район)
Новоалександровка (рос. Новоалександровка) — присілок у Чановському районі Новосибірської області Російської Федерації.
Входить до складу муніципального утворення Отреченська сільрада. Населення становить 39 осіб (2010).

## Історія
Згідно із законом від 2 червня 2004 року органом місцевого самоврядування є Отреченська сільрада.

## Населення
| 2002 | 2007 | 2010 |
| ---- | ---- | ---- |
| 41   | ↗42  | ↘39  |